# Croom
Croom es un lugar designado por el censo ubicado en el condado de Prince George en el estado estadounidense de Maryland. En el Censo de 2010 tenía una población de 2.631 habitantes y una densidad poblacional de 28,69 personas por km².

## Geografía
Croom se encuentra ubicado en las coordenadas 38°44′23″N 76°45′19″O / 38.73972, -76.75528. Según la Oficina del Censo de los Estados Unidos, Croom tiene una superficie total de 91.71 km², de la cual 88.56 km² corresponden a tierra firme y (3.43%) 3.15 km² es agua.

## Demografía
Según el censo de 2010, había 2.631 personas residiendo en Croom. La densidad de población era de 28,69 hab./km². De los 2.631 habitantes, Croom estaba compuesto por el 51.73% blancos, el 40.71% eran afroamericanos, el 0.65% eran amerindios, el 1.41% eran asiáticos, el 0.04% eran isleños del Pacífico, el 2.7% eran de otras razas y el 2.77% pertenecían a dos o más razas. Del total de la población el 4.18% eran hispanos o latinos de cualquier raza.